# سورن چیلینگاریان
سورن گریگوری چیلینگاریان (ارمنی: Սուրեն Գրիգորի Չիլինգարյան؛ زاده ۲۱ ژوئیهٔ ۱۹۱۸ - درگذشته ۱۲ نوامبر ۱۹۹۷) نقاش اهل ارمنستان بود.

## زندگی‌نامه
وی در ۲۱ ژوئیه ۱۹۱۸ در قارص به دنیا آمد و از کالج دولتی هنرهای زیبای پانوس ترلمزیان (۱۹۳۹) آکادمی دولتی هنرهای زیبای ارمنستان (۱۹۵۰)(فارغ‌التحصیل گشت. وی همچنین برنده جوایزی همچون نقاش شایسته ارمنستان شوروی (۱۹۸۰) شد. وی در ۱۲ نوامبر ۱۹۹۷ در سن سالگی در ایروان درگذشت.
آثاری از وی در نگارخانه ملی ارمنستان نگهداری می‌شود.